# Лу-Гула
Лу-Гула — правитель (энси) шумерского государства Лагаш в XXII веке до н. э. Точное время и длительность правления его неизвестны.
| II династия Лагаша      |                                        |                     |
| Предшественник: Лу-Баба | правитель Лагаша ок. XXII век до н. э. | Преемник: Наммахани |